# Tamigalesus munnaricus
Espèce
Tamigalesus munnaricus est une espèce d'araignées aranéomorphes de la famille des Salticidae.

## Distribution
Cette espèce Elle se rencontre au Sri Lanka et en Inde au Kerala,.

## Description
La carapace du mâle holotype mesure 2,40 mm de long et l'abdomen 1,75 mm et la carapace de la femelle paratype mesure 2,52 mm de long et l'abdomen 3,12 mm.

## Publication originale
- Żabka, 1988 : Salticidae (Araneae) of Oriental, Australian and Pacific regions, III. Annales Zoologici, Warszawa, vol. 41, p. 421-479.